# Robert Parsons
Pour les articles homonymes, voir Parsons.
Robert Parsons (né vers 1535 et mort en 1572) est un compositeur anglais.

## Biographie
La vie de Robert Parsons est mal connue. Il est probable que le jeune Parsons ait commencé par être enfant de chœur puisque jusqu'en 1561 il était un assistant
de Richard Bower, Master of the Children Choristers of the Chapel Royal.
Parsons est ensuite nommé Gentleman of the Chapel Royal le 17 octobre 1563.
On pense qu'il est mort en janvier 1572 en se noyant lors d'une chute dans le Trent en crue.
Il se peut qu'il ait enseigné (ou au moins influencé) William Byrd à la Cathédrale de Lincoln. Ce dernier lui succède comme Gentleman of the Chapel Royal.

## Œuvre
Robert Parsons a composé de nombreuses œuvres vocales sacrées (comme son Ave Maria) ou profanes ainsi que quelques pièces instrumentales.

## Source
- (en) Cet article est partiellement ou en totalité issu de l’article de Wikipédia en anglais intitulé « Robert Parsons » (voir la liste des auteurs) dans sa version du 10 février 2009.